# 카를로스 아수아헤
카를로스 A. 아수아헤(Carlos A. Asuaje, 1991년 11월 2일 ~ )는 전 미국의 야구 선수이다.

## 미국 프로야구 시절
2016년에 샌디에이고 파드리스에 입단하였다.

## 한국 프로야구 시절

### 롯데 자이언츠시절
2019년에 앤디 번즈를 대체할 외국인 야수로 영입되었다. 성적 부진 및 수비 실책 과다로 인해 2019년 6월 9일에 방출됐다. 그의 대체 선수로는 제이콥 윌슨이 영입되었다.

## 미국 프로야구 복귀
2019년 6월 19일 애리조나 다이아몬드백스와 마이너 계약을 했다.